# Конский каштан голый
Ко́нский кашта́н го́лый (лат. Aesculus glabra) — дерево рода конских каштанов из подсемейства конскокаштановых семейства Сапиндовые. Произрастает от западной Пенсильвании, в Огайо и южного Мичигана западнее до Иллинойса и центрального Айова. На юге ареал простирается до восточного Канзаса, юго-западной Оклахомы и центрального Техаса; на востоке до западного Арканзаса, Теннесси и восточной Алабамы, а также локально в восточном Миссисипи. Рассаживают в Европе и в восточных США (восточный Массачусетс, Миннесота, западный Канзас). Высотой 15—25 метров и 60 сантиметров в диаметре. Семена конского каштана содержат дубильную кислоту и поэтому токсичны для человека и крупного рогатого скота.

## Вредители и болезни
Бурая пятнистость — инфекция может вызвать появление на растении коричневых пятен, которые могут быть вызваны как грибковыми, так и бактериальными заболеваниями. Никакие растения не устойчивы к нему, и проблема усугубляется в теплой и влажной среде.
Увядание плодов — грибковая инфекция может привести к морщинистым и высушенным плодам.
Листоеды или листовые жуки — они повреждают листья и лепестки, в результате чего по поверхности образуются маленькие круглые отверстия.